# 27º Battaglione Jäger
Il 27º Battaglione Jäger (in tedesco: Königlich Preussisches Jägerbataillon Nr. 27) fu un'unità di fanteria leggera d'élite dell'Impero tedesco durante la prima guerra mondiale, principalmente formata da volontari finlandesi, che sarebbe diventata il nucleo del futuro esercito finlandese.
Il reclutamento di jäger dal Granducato di Finlandia, allora parte dell'Impero russo, venne effettuato in segreto negli ambienti filo-tedeschi, come studenti universitari e media borghesia. L'arruolamento tuttavia non era riservato a una specifica classe sociale. Le reclute vennero trasportate attraverso la Svezia fino in Germania, dove venne costituito il battaglione.

## Costituzione del battaglione
Le origini del battaglione risalgono al 1915, quando circa 200 volontari, che in seguito sarebbero diventati gli ufficiali dell'unità, frequentarono un cosiddetto "corso di scautismo" (Pfadfinderkursus), un corso di addestramento militare i cui allievi erano vestiti con uniformi da scout per ragioni di segretezza, tenuto dal maggiore Maximilian Bayer presso il campo di Lockstedt. Successivamente il reparto fu ampliato fino a comprendere 2000 uomini, costituendo il Gruppo d'Addestramento Truppe Lockstedt (Ausbildungs-Truppe-Lockstedt), includendo anche reparti di artiglieria e pionieri.
Il 9 maggio 1916 l'unità venne definitivamente rinominata 27º Battaglione Jäger e ricevette le divise verdi da jäger tedesche. Alcune reclute restarono però presso il Gruppo d'Addestramento Truppe, con l'intenzione di formare un altro battaglione, il 28º Battaglione Jäger, nel caso fossero arrivati sufficienti volontari. Questa idea non si concretizzò mai in quanto la Germania stava pianificando una pace separata con la Russia per potersi concentrare sul fronte occidentale.

## Impiego operativo

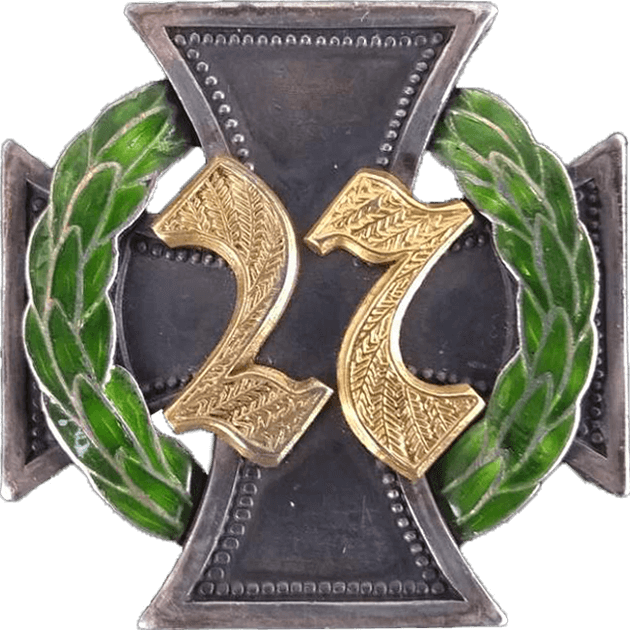
Distintivo del battaglione

Sia gli ufficiali del battaglione che i leader del movimento indipendentista finlandese volevano che i soldati acquisissero esperienza di combattimento, ma erano anche concordi sul fatto che non avrebbe dovuto correre rischi eccessivi, in quanto queste truppe avrebbero dovuto formare il nucleo di un eventuale futuro esercito nazionale della Finlandia.

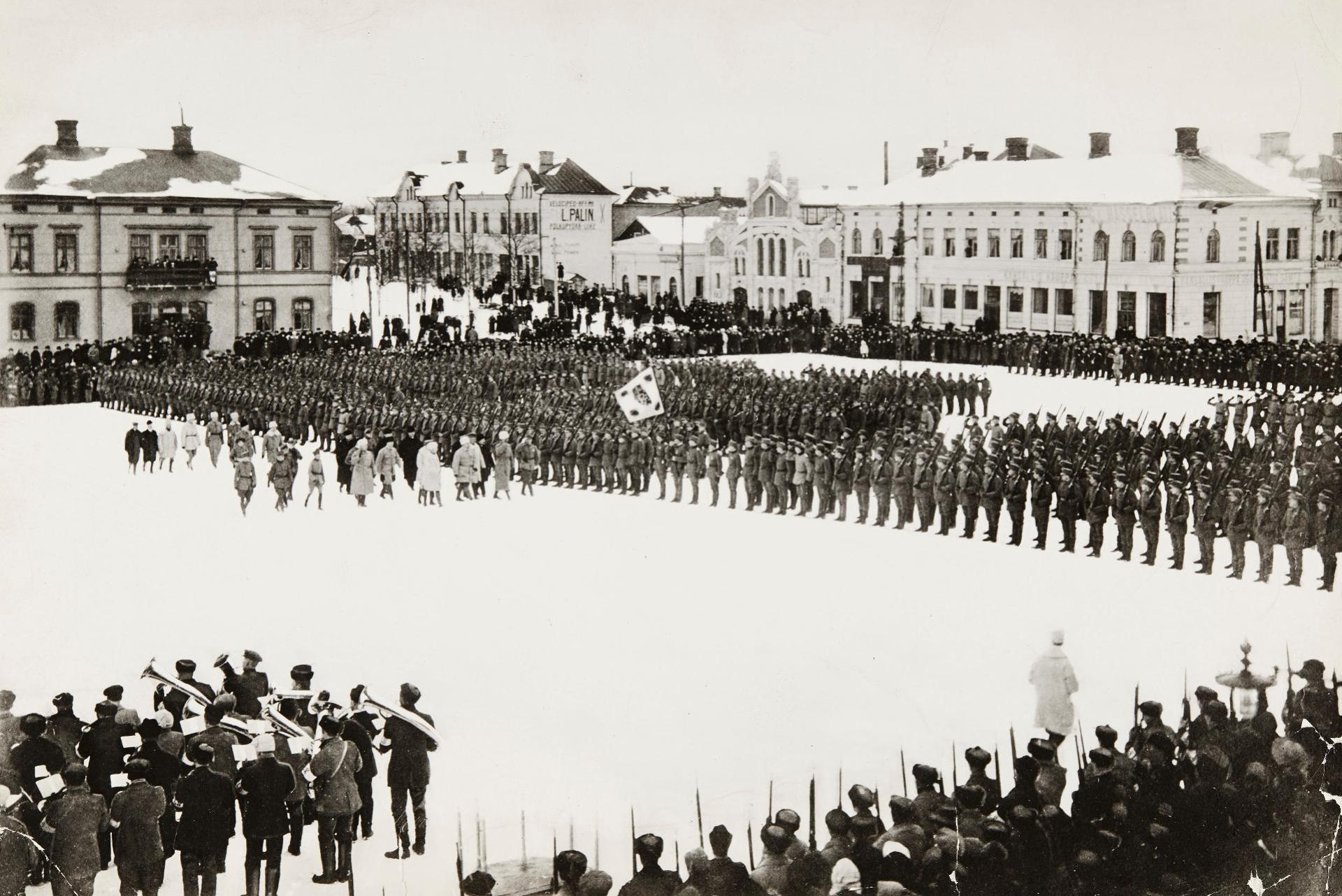
Il Battaglione Jäger nella piazza di Vaasa, passato in rassegna dal generale Mannerheim, febbraio 1918

Il battaglione venne assegnato all'8. Armee, e prestò servizio sul fronte orientale tra il giugno 1916 e il marzo 1917, combattendo soprattutto nella zona della Curlandia. In seguito venne spostato nelle retrovie, per un periodo di addestramento presso Libau (oggi Liepāja), durante il quale la Finlandia dichiarò l'indipendenza e scoppiò la guerra civile. Il battaglione venne così inviato in patria all'inizio del 1918, sbarcando a Vaasa il 25 febbraio. Il giorno successivo venne riunito nella piazza principale e, nonostante l'opposizione da parte dei soldati che avrebbero voluto continuare a combattere insieme, venne sciolto, in quanto il quartier generale aveva bisogno dell'esperienza di quei militari per costituire i quadri della Guardia Bianca.

## Guerra civile
Gli jäger dell'ormai disciolto battaglione erano la maggioranza degli ufficiali finlandesi all'inizio della guerra civile, e contribuirono a migliorare significativamente le capacità operative della Guardia Bianca, in contrasto con le spesso disorganizzate forze della Guardia Rossa, conducendo la propria fazione alla vittoria. Dopo la fine del conflitto molti ex-membri del battaglione presero parte al cosiddetto "terrore bianco", ossia una serie di omicidi compiuti allo scopo di vendicare le atrocità commesse dalla Guardia Rossa. Alcuni di questi militari confluirono in formazioni nazionaliste e anticomuniste come il Movimento di Lapua e il Movimento Patriottico Popolare, altri andarono a combattere per l'indipendenza dell'Estonia e per la liberazione della Carelia nella Spedizione di Aunus, nell'ambito delle cosiddette Heimosodat.